# Fördermaximum

Prognose der Ölförderung nach dem Modell von Marion King Hubbert 1956

Bisheriger Verlauf nach Schätzungen der ASPO 2004

Als Fördermaximum (englisch hubbert peak) wird der Zeitpunkt bezeichnet, an dem die Förderrate eines Rohstoffs (z. B. Ölfelds oder Bergwerks) ihr absolutes Maximum erreicht. Nach Erreichen des Maximums geht die Förderung unwiderruflich zurück. Das Wachstum verfolgt nach Hubbert eine ungefähr an einer logistischen Verteilung orientierte Kurve und geht exponentiell zurück. Bekannte Beispiele für Fördermaxima sind das u. a. für den Transportsektor relevante Ölfördermaximum (peak oil) und das u. a. für die Ernährung der Weltbevölkerung relevante Phosphorfördermaximum (peak phosphorus).

## Geschichte
Das von dem Erdölexperten Marion King Hubbert 1956 auf einer Tagung der American Petroleum Institute vorgestellte Konzept erregte Aufsehen, weil seine zeitliche Vorhersage des Peaks der amerikanischen Ölfelder Anfang der 1970er Jahre eintraf. Bei der globalen Förderung hatte er deutlich zu geringe Förderraten angenommen. Fördermaxima wurden auch für einzelne Regionen beobachtet (etwa für die USA 1971). Öffentlich intensiv diskutiert wird die Frage nach dem globalen Ölfördermaximum (Peak Oil). Hubbert hatte zudem 1956 die Fördermaxima nach den damaligen Daten für Öl, Gas und Kohle berechnet. Hubbert nahm selbst an, dass das globale Ölfördermaximum um 2000 eintreten würde und hielt Kernenergie und Solarenergie für mögliche und sinnvolle Alternativen. Mit seinem Modell und seinen verschiedenen Varianten wurden einer Überblicksstudie Adam Brandts zufolge auch später verschiedene Länder und Ölfelder zutreffend beschrieben.
Der Brancheninformationsdienst Cambridge Energy Research Associates (CERA) kritisiert Hubberts Modell und die davon abgeleiteten Vorhersagen. Demnach versage Hubberts Methodologie in mehrerer Hinsicht. Hubbert habe ein Ressourcen-Wachstum nicht einbezogen und neue Technologien sowie wirtschaftliche und geopolitische Faktoren in seinem Modell nicht berücksichtigt. Aktuell sei das Maximum der Förderung inklusive Vorkommen, die über konventionelles Rohöl hinausgehen, noch nicht erreicht. Mit einer Förderspitze inklusiver dieser Ressourcen sei nicht zu rechnen, sondern mit einem mehrjährigen Plateau. Allerdings kritisiert CERA damit ein über 50 Jahre altes Modell. Derzeitige Forscher beziehen entsprechende Faktoren durchaus in ihre Modelle mit ein. Die Internationale Energieagentur sieht bei preisgünstigem konventionellem Erdöl die Förderspitze bereits 2006 erreicht.

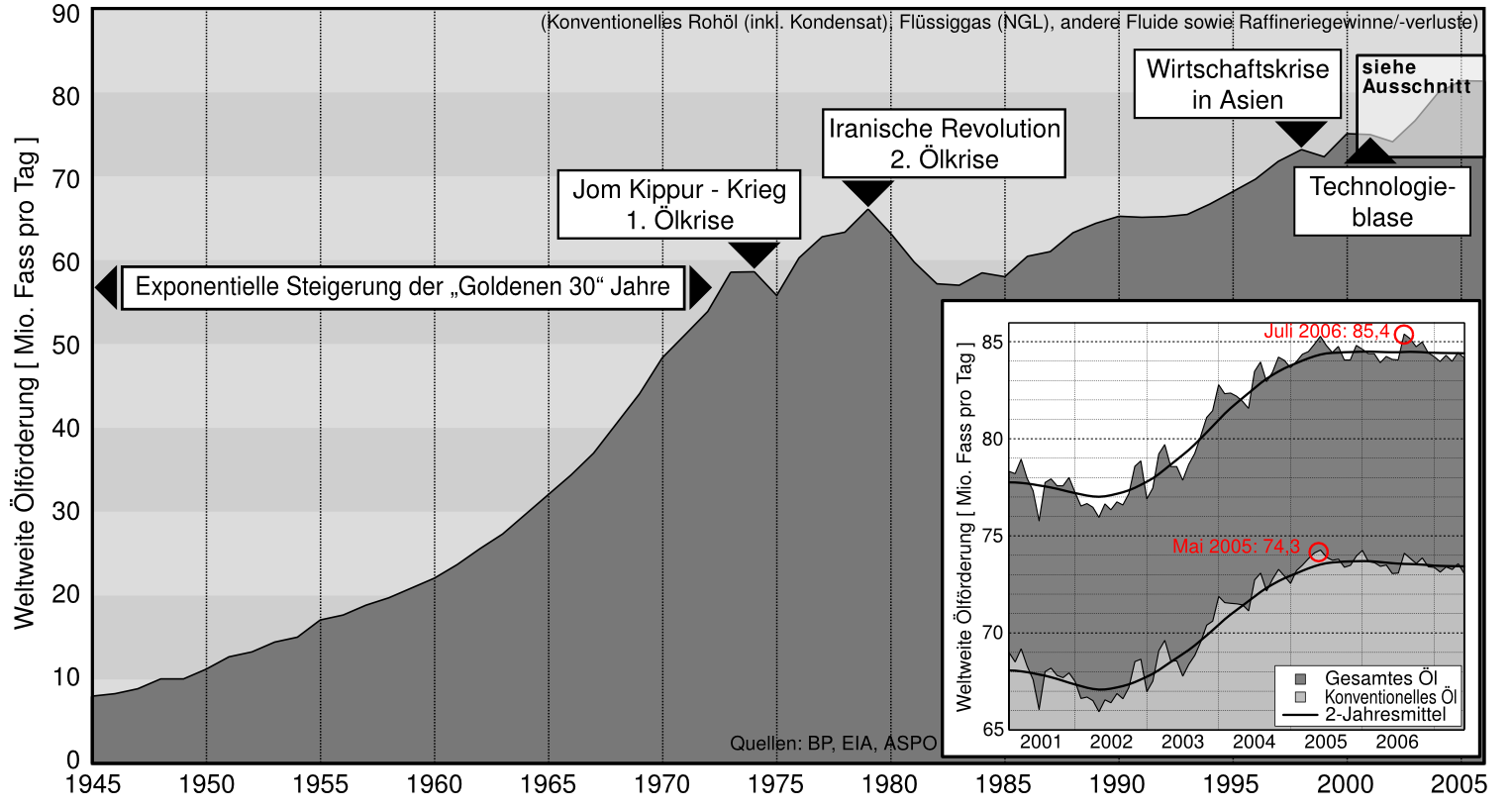
Weltweite Erdölförderung seit 1945

## Globale Fördermaxima einzelner fossiler Brennstoffe

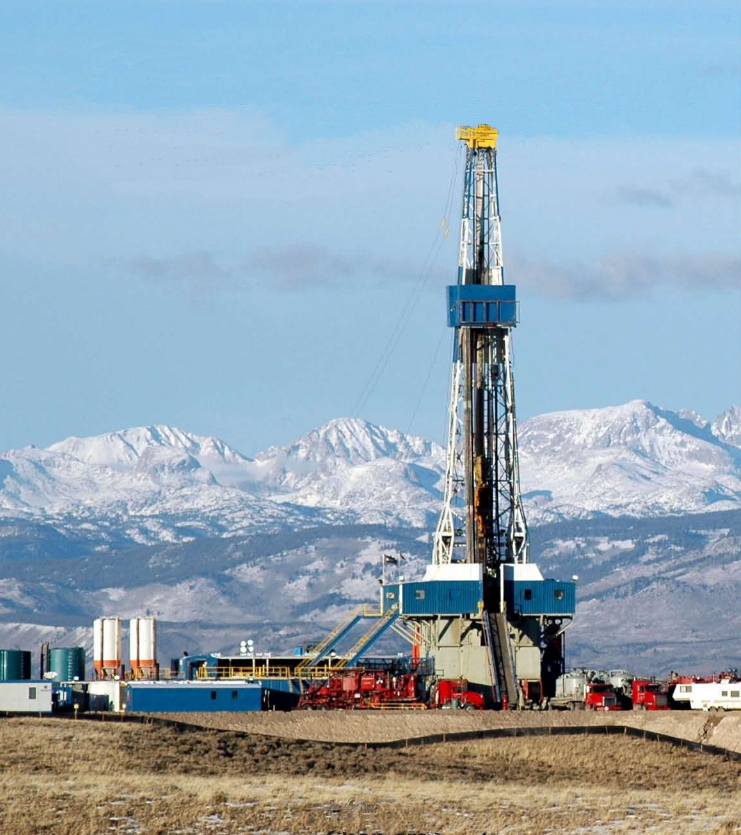
„Tight-Gas“-Bohrung in der Pinedale Anticline, Greater Green River Basin, Wyoming

1956 schätzte M. King Hubbert das weltweite Maximum für Kohle für das Jahr 2150 an.
Die Energy Watch Group hielt den Kohlepeak bereits in der ersten Hälfte des 21. Jahrhunderts für erreicht. Die US Energy Information Administration hält ein weiteres Wachstum der Gas-
und Kohleproduktion bis 2030 für möglich.
Die Fortschritte beim Hydraulic Fracturing haben weniger die Reichweiten und Reservenabschätzungen beim Erdgas und Erdgas, sondern seit etwa 2010 die kurzfristig darstellbare Fördermenge entgegen den entsprechenden Voraussagen deutlich erhöht.

## Weitere Peaks
Die Rohstoffkosten machen bei Kernreaktoren einen deutlich geringeren (kaum 10 % gegenüber 77 % bzw. 93 % bei Kohle und Gas) Anteil der Betriebskosten aus als bei fossilen Reaktoren. Neben Uran sind auch Thoriumerze für Kernkraftwerke zu verwerten. Zwar ist Uran zu den derzeitigen Weltmarktpreisen nur noch wenige Jahrzehnte verfügbar. Es sind allerdings genügend Uranvorkommen bekannt, die bei moderaten Preissteigerungen abbauwürdig werden. Daher halten die meisten Forscher, darunter auch Hubbert die Rohstoffversorgung für Kernkraftwerke über mehrere Jahrhunderte für gesichert.
Hubbertpeaks wurden auch für sauberes Trinkwasser und den Nahrungsmittelbereich berechnet. Der globale Fischfang ist seit Ende der 1980er Jahre zurückgegangen. Dafür hat die Produktion aus Fischzuchten etwas zugenommen.